# たたいて・かぶって・ジャンケンポン
たたいて・かぶって・ジャンケンポンは、2人で行うお座敷遊び（お座敷で行う遊び）の一種である。

## 概要

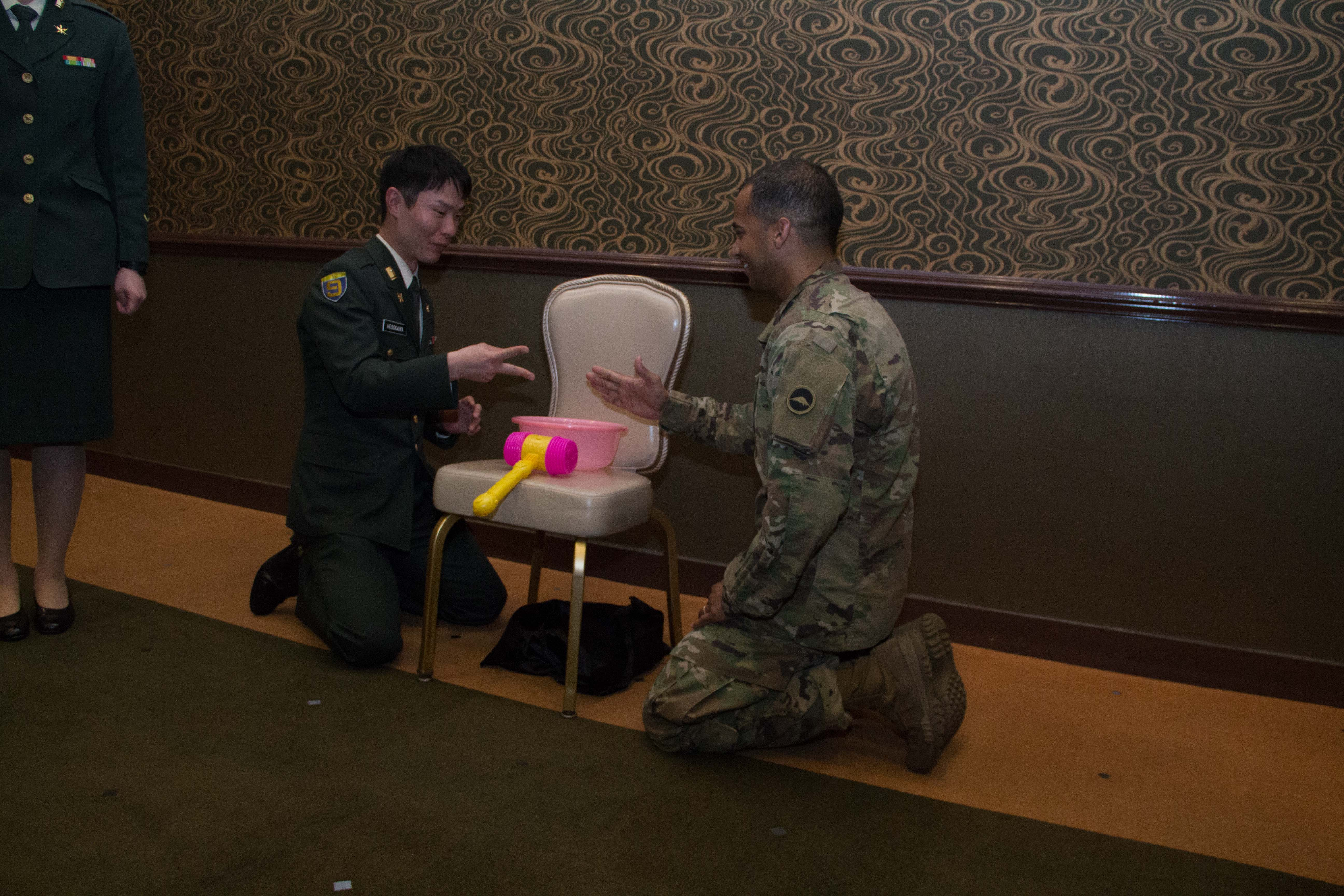
じゃんけんする二人の中間に、攻撃用のピコピコハンマーと防御用の洗面器が置かれる

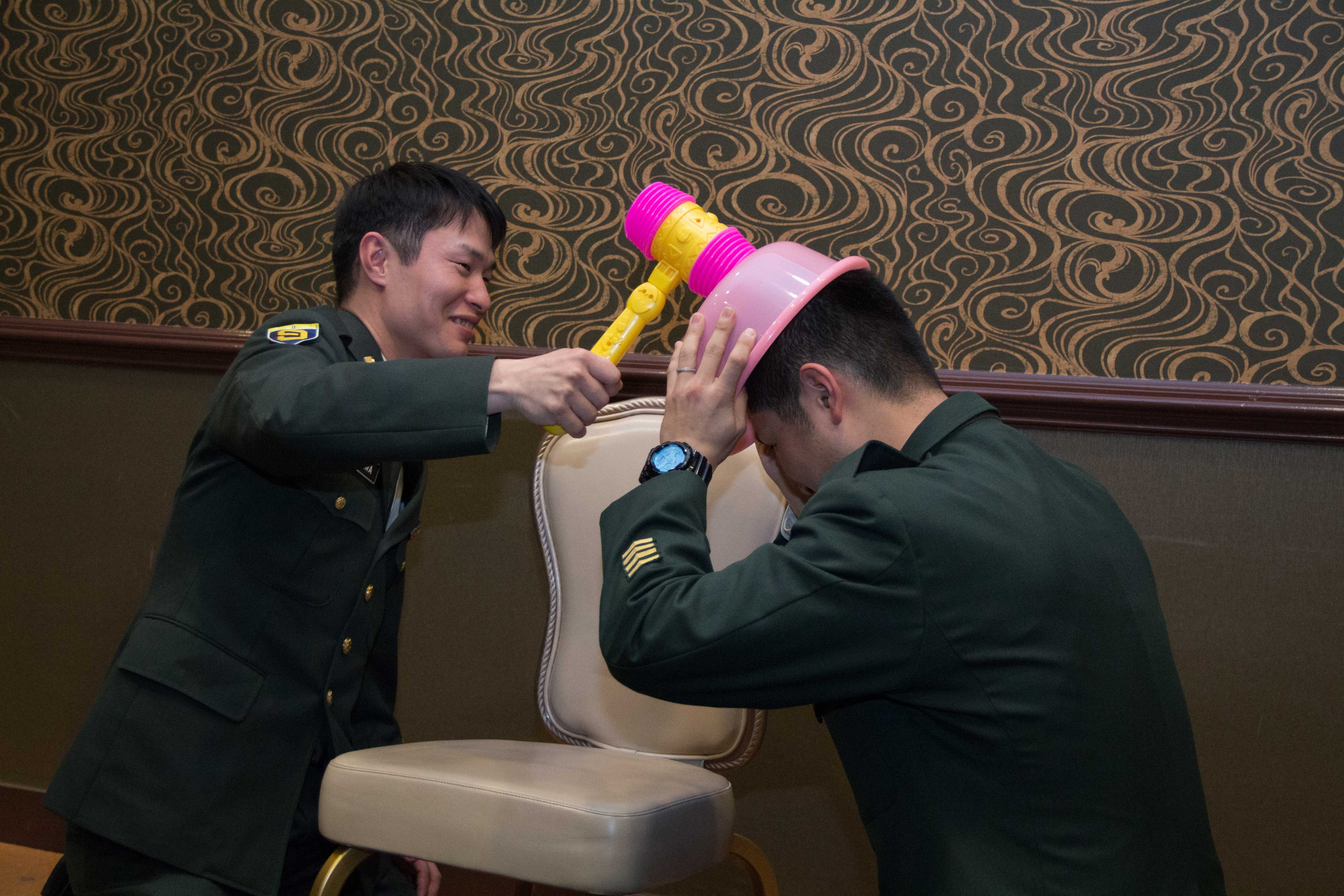
じゃんけんに負けたほうが防御用の洗面器をかぶってハンマーの攻撃を防ぎ、防御に成功する

プレーヤーはじゃんけんによって攻撃権を取得し、相手が防御を行う前に相手の頭を叩くことを目的とする。
この遊びは落語家の六代桂文枝（当時:桂三枝）がテレビ番組『ヤングおー!おー!』（毎日放送）の1コーナーとして考案したと言われている。この遊びは多くの別名で知られており、そのいずれかは元々、番組の遊びの原形であった可能性もある。

## ルール
たたいて・かぶって・ジャンケンポンに正式なルールはなく、下記に示すのは慣習的に認められているものである。

### プレーヤー
たたいて・かぶって・ジャンケンポンは2人で行う。

### 進行
プレーヤーは50～100cmの間隔を置いて、正対する。互いの間に攻撃用の棒と防御用のヘルメットを配置する。
準備が完了したらじゃんけんを行う。ただし、この時には通常の「じゃんけんぽん」のかけ声に代わって「たたいてかぶってじゃんけんぽん」というかけ声を用いる。あいこになった場合は勝負がつくまで繰り返す。じゃんけんで勝負がつくと、勝者は攻撃権を得る。
じゃんけんの勝者を攻撃側、敗者を防御側と呼ぶことにする。じゃんけんの勝負が決まった瞬間、攻撃側は両者の中央にある棒を持って防御側の頭をたたく。一方、防御側は両者の中央にあるヘルメットを自らの頭にかぶせる。防御側がヘルメットをかぶる前に攻撃側が棒で敗者の頭を叩くことができれば、攻撃側の最終勝利となる。素手やヘルメットを使って防御側の頭を叩いたり、防御側が攻撃したりしたら反則負けである。防御側が完全に頭にヘルメットをかぶせた時点で攻撃側の攻撃権は消滅し、再び攻撃権を争うためじゃんけんを行う。
どちらかが最終勝利をおさめるまで、これを繰り返す。

## 用具
たたいて・かぶって・ジャンケンポンには以下の用具を使用する。
- 座布団: ルールから言えば椅子に座ったり、立ったりしながら行うことも可能だが、お座敷遊び的性格から、床の上に座布団を敷いて座ることが多い。各プレーヤーにつき1枚、計2枚を使用する。
- 棒（に類するもの）: 相手を攻撃するために使用する。攻撃が決まると、相手の頭に全力で当たることになるため、木刀などの堅いものは危険である。普通、新聞紙を丸めたもの、ハリセン、ピコピコハンマーなどが使用される[2]。それぞれに1本ずつ、計2本を使用する。
- ヘルメット（に類するもの）: 相手の攻撃から頭を守るのに用いる。「相手の攻撃より速く防御できたか」という記号的意味が重視されるため、実際の衝撃吸収力はあまり問題にされない。ヘルメット型のものであれば、ザルや鍋の蓋、ボウルなど、半球形のものを代わりにすることも多い。それぞれに1個ずつ、計2個を使用する。また、勝負が白熱してくると、攻撃手段として使用されることもしばしばである。
- 補足:棒（に類するもの）・ヘルメット（に類するもの）に関してはアレンジとしてそれぞれを1つずつに減らすことでゲーム性を高める方法もある[2]。

## 類似する遊戯
- おまわりさん - じゃんけんをして勝った方は太鼓をたたき、負けた方はぐるっと回る（回ることがおまわりさん）ゲーム。芸者との座敷遊びのひとつ。

## 関連する事件
2025年7月17日夕方､福岡県飯塚市に住む51歳の男が｢妻から殴られる｣との理由で110番通報をした｡警察官が駆け付けると､男は妻とたたいて・かぶって・ジャンケンポンをしていた｡男は妻に負けて1度叩かれていたが､警察官は男に｢ゲームなので暴行には当たらない｣と注意をし現場を後にした｡その後も3時間近く男からの通報が繰り返され､警察官は4~5回現場に駆け付けた｡そして12回目の通報で､男が警察の業務を妨害したとして逮捕された｡男は｢警察の仕事の迷惑になると分かっていて､何度も嘘の通報をしました｡｣と供述した｡男の呼気からはアルコールが検出された｡